# Любить (фильм, 1970)
«Любить» — кинофильм. Экранизация произведения, автор которого — Дж. М. Райан.

## Сюжет
Фильм по роману Дж. М. Райана, в котором главный герой — стареющий, коммерческий художник, который находится в постоянной борьбе за себя…

## В ролях
- Джордж Сигал — Brooks Wilson
- Эва Мари Сейнт — Selma Wilson
- Дженис Янг — Grace
- Дэвид Дойл — Will
- Нэнси Филлипс — Nelly
- Кинан Уинн — Edward
- Рой Шайдер — Skip
- Стерлинг Хэйден — Lepridon
- Дайана Дуглас — миссис Шавелсон

## Съёмочная группа
- Режиссёр: Ирвин Кершнер / Irvin Kershner/
- Оператор: Гордон Уиллис /Gordon Willis/
- Сценарист: Дон Девлин /Don Devlin/
- Продюсер: Дон Девлин /Don Devlin/, Рэймонд Вагнер /Raymond Wagner/
- Монтажёр: Роберт Лоуренс /Robert Lawrence/
- Композитор: Бернардо Сиголл /Bernardo Segall/
- Художник: Уолтер Скотт Херндон /Walter Scott Herndon/
- По произведению: Джей М. Райан /J. M. Ryan/